# Magomiedchabib Kadimagomiedow
Magomiedchabib Zajnudinowicz Kadimagomiedow (ros. Магомедхабиб Зайнудинович Кадимагомедов; biał. Магамедхабіб Кадзімагамедаў; ur. 26 maja 1994) – rosyjski, a od 2019 roku białoruski zapaśnik startujący w stylu wolnym. Srebrny medalista olimpijski z Tokio 2020 w kategorii 74 kg i dziewiąty w Paryżu 2024 w tej samej wadze. Siódmy na mistrzostwach świata w 2017 roku. 
Mistrz Europy w 2020; drugi w 2024 i 2025. Trzeci w indywidualnym Pucharze Świata w 2020. Piąty w Pucharze Świata w 2017. Mistrz Rosji w 2017 roku.